# 稻葉友
稻叶友（日语：／ Inaba Yu，1993年1月12日—）是日本神奈川县相模原市出生的男性演员。目前隶属于LesPros娱乐经纪公司。175公分、血型A型。2023年8月初宣佈和女模特兒藤田妮可結婚。

## 生平
2009年11月，稻叶参加第22届JUNON SUPER BOY选拔赛。运动神经很好的他在15,491名参加者中脱颖而出，在该届选拔赛中胜出。到了2010年，他参加了电视剧《克隆宝贝》为出道作。2011年，稻叶在舞台剧《真田十勇士〜ボクらが守りたかったもの〜》成为首次主演作品。到了2014年10月5日，他在第16部平成假面骑士系列特摄作品《假面骑士Drive》之中饰演「诗岛刚／假面骑士Mach」。

## 演出作品

### 电视剧
| 剧名                                       | 時間                          | 电视台             | 角色                 | 备注            |
| ------------------------------------------ | ----------------------------- | ------------------ | -------------------- | --------------- |
| 克隆宝贝                                   | 2010年10月8日－12月17日       | TBS电视台          | 小津悟志             |                 |
| 幸運三人組                                 | 2012年4月13日－6月29日        | 東京電視台         | 竹内浩平             |                 |
| 道士美少女                                 | 2012年11月2日                 | 朝日電視台         |                      | 第4話           |
| S-終極警官                                 | 2014年3月9日                  | TBS电视台          |                      | 第9話           |
| 東京警衛中心                               | 2014年6月12日                 | Dlife              | 宮下保               | 第10話          |
| 罪人的謊言                                 | 2014年8月31日－9月28日        | WOWOW              | 笠原卓也（青年期）   |                 |
| 假面骑士Drive                              | 2014年12月28日－2015年9月27日 | 朝日電視台         | 诗岛刚／假面骑士Mach | 第12話 - 最終話 |
| 书架食堂                                   | 2015年7月14日                 | NHK BS Premium     | 菊田耕平             |                 |
| 孤獨的美食家 第五季                        | 2015年10月17日                | 東京電視台         | 客人情侶男           |                 |
| MARS-戰神                                  | 2016年1月24日－3月27日        | 日本電視台         | 木田達也             |                 |
| HiGH＆LOW season2                          | 2016年4月24日－6月26日        | 日本電視台         | KIZZY                |                 |
| 夏樹静子Suspense「光之崖」                 | 2016年                        | 富士電視台         | 奥平誠次             |                 |
| 暮蟬悲鳴時1                                | 2016年5月20日－6月24日        | BS SKAPA!          | 前原圭一 (初主演)    |                 |
| 出租救世主                                 | 2016年10月9日－12月11日       | 日本電視台         | 薰                   |                 |
| 陪酒須加學園                               | 2016年11月12日－12月10日      | 日本電視台         | 辻本強               | 客串第3-6話     |
| 潛入搜查Idol 刑事Dance                     | 2016年11月13日                | 東京電視台         | 大空翔馬             | 客串第6話       |
| 暮蟬悲鳴時2                                | 2016年11月25日－12月16日      | BS SKAPA!          | 前原圭一 (主演)      |                 |
| 女城主 直虎                                | 2017年1月29日                 | NHK                | 若侍                 | 客串第4話       |
| 將棋飯                                     | 2017年8月3日－9月28日         | 富士電視台         | 黒瀬時彦             |                 |
| 深海魚男                                   | 2017年9月13日－27日           | TBS電視台          | 吉くん               | 第8－10話       |
| 現在開始威脅你                             | 2017年10月15日                | 日本電視台         | 佐藤貴志             | 客串第1話       |
| 探偵物語                                   | 2018年4月8日                  | 朝日電視台         | 三好斗真             |                 |
| 搶救飯店大作戰                             | 2018年9月8日                  | 日本電視台         | 吉川                 | 客串第10話      |
| 無用庵隱居修行2                            | 2018年6月17日                 | BS朝日             | 岡井弥八郎           |                 |
| 激アツ!! ヤンキーサッカー部                | 2018年9月21日・28日           | 朝日電視台         | マサ                 |                 |
| 小河劇 龍馬來了                            | 2018年11月27日－12月18日      | 關西電視台         | 田沼                 |                 |
| 平成巴席爾                                 | 2018年12月28日                | 朝日電視台         | 猫宮唯(主演)         |                 |
| 昨晚過得愉快吧                             | 2019年1月7日－2月11日         | MBS                | タカシ               |                 |
| 緊急審訊室 THIRD SEASON                    | 2019年5月30日                 | 朝日電視台         | 若杉純               | 第7話           |
| 貴公子少年                                 | 2019年7月6日－8月31日         | TOKYO MX           | 藥袋輝之進           |                 |
| 磯野家的人們 ～20年後的海螺小姐～          | 2019年11月24日                | 富士電視台         | 波野鮭魚子           |                 |
| 破天荒鳳凰                                 | 2020年1月3日－1月5日          | 朝日電視台         | 松尾秀和             |                 |
| 治療醫院的方法～有原醫師的挑戰～           | 2020年1月20日－3月9日         | 東京電視台         | 江口智也             |                 |
| 刑事和檢事～所轄與地檢的24時～             | 2020年1月23日                 | 朝日電視台         | 猫田一也             | 第2話           |
| 治療醫院的方法 特別篇                      | 2021年7月26日                 | 東京電視台         | 江口智也             |                 |
| 38歲離婚一次的獨身女嘗試相親App的成果日記  | 2020年11月19日－12月24日      | 東京電視台         | Venture君            |                 |
| Byplayers 3：名配角的森林100日             | 2021年3月27日                 | 東京電視台         | 稻葉友               | 最終話          |
| 小吉的老婆2                                | 2021年4月2日－5月14日         | NHK BS Premium     | 勝麟太郎             |                 |
| 戀愛漫畫家                                 | 2021年4月15日・22日           | 富士電視台         | 大倉Shingo           | 第2話・第3話    |
| 甜密復仇                                   | 2021年11月8日・15日           | 富士電視台         | Satoru               | 第11話・第12話  |
| GIVEN 被贈與的未來                         | 2021年11月22日－12月27日      | 富士電視台         | 村田雨月             |                 |
| 真悠閒！赤胴鈴之助                         | 2022年1月8日－3月27日         | 大阪電視台・BS東視 | 森マモル             |                 |
| 後宮婚。                                   | 2022年1月16日－3月13日        | 朝日放送電視台     | 伊達龍之介           |                 |
| 隔壁的阿力                                 | 2022年2月24日                 | 朝日電視台         | 吉井                 | 第4話           |
| 小靜和爸爸                                 | 2022年3月13日－5月1日         | NHK BS Premium     | 八木康隆             |                 |
| 家政夫三田園 第5季                         | 2022年5月13日                 | 朝日電視台         | 有馬拓也             | 第4話           |
| 世界奇妙物語 2022年 夏之特別篇「跟著弦律」 | 2022年6月18日                 | 富士電視台         | 進藤充               |                 |
| 歡迎光臨自助洗衣店                         | 2022年7月7日－9月22日         | 東京電視台         | 佐久間柊             |                 |
| 佔領大醫院                                 | 2023年1月14日－3月18日        | 日本電視台         | 若狭昇               |                 |
| 聽我的電波吧                               | 2023年4月21日・28日           | 朝日電視台         | 沖進次               | 第1話・第2話    |
| 明天，我會成為誰的女友 第二季              | 2023年5月3日－6月28日         | MBS・TBS           | 岩崎                 |                 |
| 歡迎光臨自助洗衣店2                        | 2023年7月6日－9月21日         | 東京電視台         | 佐久間柊             |                 |
| 社會抹殺丈夫的五種方法 第二季              | 2024年1月10日－3月27日        | 東京電視台         | 樫原虎太郎           |                 |
| 奇巧計程車RoOT                             | 2024年4月3日－6月5日          | 東京電視台         | 今井                 |                 |
| 海的開始                                   | 2024年7月8日・22日            | 富士電視台         | 淺井悠馬             | 第2話・第4話    |
| 雙人單身露營                               | 2025年1月9日－2月27日         | TOKYO MX           | 滝川彰人             |                 |
| 法庭之龍                                   | 2025年1月31日・2月7日         | 東京電視台         | 鄉田福雄             | 第3話・第4話    |

### 电影
| 年份 | 片名                                                   | 上映時間 | 角色                 | 备注     |
| ---- | ------------------------------------------------------ | -------- | -------------------- | -------- |
| 2010 | 波西杰克逊：神火之贼                                   | 2月26日  |                      | 日语配音 |
| 2011 | 去吧！男子高校演剧部                                   | 8月6日   | 橋本俊               |          |
| 2014 | 假面騎士×假面騎士 Drive & 鎧武 MOVIE大戰 Full Throttle | 12月13日 | 假面骑士Mach（声演） | 友情演出 |
| 2015 | Wonderful World End                                    | 1月17日  | 川岛浩平             |          |
| 2015 | 超級英雄大战GP 假面骑士3号                             | 3月21日  | 诗岛刚／假面骑士Mach |          |
| 2015 | 剧场版 假面骑士Drive Surprise Future                   | 8月8日   | 诗岛刚／假面骑士Mach |          |
| 2015 | 假面騎士×假面騎士 Ghost & Drive 超MOVIE大戰 Genesis    | 12月12日 | 詩島剛／假面骑士Mach |          |
| 2016 | MARS                                                   | 6月18日  | 木田達也             |          |
| 2016 | HiGH & LOW熱血街頭電影版                               | 7月16日  | キジー(KIZZY)        |          |
| 2017 | 笑笑招財貓                                             | 4月29日  | 草野崇               |          |
| 2017 | HiGH&LOW THE MOVIE 2                                   | 8月19日  | キジー(KIZZY)        |          |
| 2017 | We Love Television?                                    | 11月3日  |                      |          |
| 2017 | HiGH&LOW THE MOVIE 3                                   | 11月11日 | キジー(KIZZY)        |          |
| 2018 | N.Y.Maxman                                             | 2月17日  | ヒロ・マックスマン   | 初主演   |
| 2018 | 明明是我的人生                                         | 7月14日  | 柏原淳之介           |          |
| 2018 | 守望春天的我們                                         | 12月14日 | 宮本瑠衣             |          |
| 2018 | 小河劇 龍馬來了                                        | 12月15日 | マネージャー田沼     |          |
| 2019 | 這條路上：百年童謠的誕生                               | 1月11日  | 室生犀星             |          |
| 2019 | 劇場版 假面騎士ZI-O Over Quartzer                      | 7月26日  | 诗岛刚／假面骑士Mach | 友情演出 |
| 2019 | Doubt ～說謊的是誰？～                                 | 10月4日  | 唯川至               |          |
| 2020 | 白井                                                   | 1月10日  | 铃木春男             |          |